# Holínské Předměstí
Holínské Předměstí je část okresního města Jičín. Nachází se na severozápadě Jičína. Prochází zde silnice I/35. V roce 2009 zde bylo evidováno 524 adres. V roce 2001 zde trvale žilo 2227 obyvatel.
Holínské Předměstí leží v katastrálním území Jičín o výměře 12,06 km2.